# Martin Müller (handball)
 (janvier 2015).
Si vous disposez d'ouvrages ou d'articles de référence ou si vous connaissez des sites web de qualité traitant du thème abordé ici, merci de compléter l'article en donnant les références utiles à sa vérifiabilité et en les liant à la section « Notes et références ».
Martin Müller, né le 11 février 1988 à Esch-sur-Alzette, est un handballeur luxembourgeois. Il évolue au poste de arrière.

## Carrière
Martin Müller évolua au plus haut niveau luxembourgeois avec le Handball Esch, club avec lequel, il remporta de nombreux titres et participa à de nombreux parcours européen.
En 2013, Martin part en Allemagne, rejoindre l'HSG Ahlen-Hamm, club de 2.Bundesliga mais Martin n'arrive pas à percer dans le monde du handball professionnelle en partie à cause d'une blessure au coude et revient donc revient au Handball Esch environ six mois après son départ.
Cependant, Martin ne dit pas adieux au professionnalisme puisque lors de l'entre saison, il part en France jouer par le Grand Nancy ASPTT HB en Pro D2.